# Didymocantha obliqua
Didymocantha obliqua là một loài bọ cánh cứng trong họ Cerambycidae.